# Сэн-но Рикю
Сэн-но Рикю (яп. 千利休, или Сэн Рикю; 1522 — 21 апреля 1591) — историческая фигура, признанная наиболее влиятельной в японской чайной церемонии и отчасти в традиции ваби-тя. Стал известен широкому западному читателю после публикации «Книги чая» Окакуры Какудзо[значимость факта?].
Существуют три иэмото (главных дома) японской чайной традиции, Омотэсэнкэ, Урасэнкэ, Мусякодзисэнкэ, разделение на которые произошло в период жизни внуков и правнуков Сэн-но Рикю. Все три до наших дней придерживаются принципов и норм эстетики «ваби», введенных их «патриархом».

## Юность
Рикю родился в японском городе Сакаи, в настоящее время принадлежащем префектуре Осака. В детстве его называли Ёсиро. Его отец Танака Ёхэй (田中与兵衛, впоследствии сменил фамилию на Сэн) был владельцем магазина. Мать Рикю звали Гэссин Мётин (月岑妙珎).
С ранних лет Сэн-но Рикю изучал чайные традиции у жителя Сакаи по имени Китамуки Дотин (1504-62), и в возрасте 19 лет с рекомендательным письмом от Дотина перешел в ученики к Такэно Дзёо (武野 紹鴎, 1502—1555), который также был связан с развитием эстетики ваби-саби в чайной церемонии. Считается, что Рикю принял буддистское имя Соэки (宗易) от священника по имени Дайрин Сото (1480—1568) из храма Нансюдзи дзэн-буддистской школы Риндзай в Сакаи. Он женился на женщине по имени Хосин Мёдзю, когда ему был 21 год. Рикю также проходил дзэнское обучение в монастыре Дайтоку-дзи (大徳寺) в Киото. О его зрелых годах известно мало.

## Последние годы
В 1579 году Сэн-но Рикю стал мастером чайной церемонии у Оды Нобунаги в возрасте 58 лет. Спустя 3 года Нобунага умер, и Рикю стал мастером у Тоётоми Хидэёси. Они быстро подружились, и Рикю вошел в круг доверенных лиц Хидэёси. Таким образом, он стал самой влиятельной фигурой в области чайных церемоний. В 1585 году на чайном собрании в императорском дворце, организованном Хидэёси в честь императора Огимати, Рикю помогал по поручению Хидэёси, и ему было даровано буддистское мирское имя и титул «Рикю Кодзи» (利休居士). Другое важное событие, в котором Рикю сыграл главную роль, была чайная церемония «Китано Отяною», большое собрание, проводимое Хидэёси в синтоистском святилище Китано Тэмман-гу в 1587 году.
В последние годы жизни Рикю начал использовать очень маленькие скромные чайные домики, такие как чайная комната Тайан (待庵) на два татами, которую сегодня можно видеть в храме Мёкиан в Ямадзаки, пригороде Киото. Эта комната почитается в память о Рикю. Этой комнате было присвоено значение Национального сокровища. Рикю также разработал много приборов для чайной церемонии, включая цветочные контейнеры, черпак для чая и крышку, выполненную из бамбука и также используемую ежедневно для чайных церемоний.
«Чашки Раку» появились в результате его сотрудничества с мастером по имени Танака Тёдзиро, который изготавливал для Хидэёси коньковую черепицу. Рикю предпочитал простые, грубые, изготовленные в Японии вещи дорогим и модным в то время китайским. Не будучи создателем философии ваби-саби, находящей красоту в простоте, Рикю, тем не менее, был одним из главных популяризаторов её в целом и внедрения её в чайную церемонию в частности. Он создал новый вид чайной церемонии, использующей очень простые приборы и обстановку. Впоследствии этот вид церемонии продолжали его потомки и последователи, и он получил название Сэнкэ-рю (千家流), что в переводе означает «[Чайная] школа дома Сэн».
Двое его основных учеников были Намбо Сокэй (南坊宗啓), дзэнский священник, и Яманоуэ Содзи (1544-90), житель Сакаи. Намбо считается настоящим автором «Нампороку» (南方録), записей учения Рикю. А хроники Яманоуэ, «Яманоуэ Содзи ки» ((山上宗二記, содержат комментарии к учению Рикю и регламент чайной церемонии.
Рикю имел двоих детей: сына, известного в истории как Сэн Доан, и дочь Окамэ. Она стала невестой сына второй жены Рикю от предыдущего брака, известного как Сэн Сёан. В силу многих запутанных обстоятельств именно он, а не законный наследник Рикю Доан, стал человеком, считающимся продолжателем чайных традиций семьи Сэн.
Также Рикю писал стихи и практиковал икебану.

## Смерть
Хотя Рикю и был одним из ближайших приближённых Хидэёси, из-за разногласий по важным вопросам и других неизвестных причин Хидэёси приказал Рикю совершить сэппуку. Официальной причиной наказания Рикю являлось обвинение его в установке собственного деревянного изваяния на воротах храма Дайтоку-дзи. Но, несмотря на это, истинные мотивы Хидэёси по-прежнему могут быть неизвестны. Известно лишь, что Рикю совершил харакири в своём доме в усадьбе Дзюракудай в Киото 21 апреля 1591 года.
Согласно «Книге чая» Окакуры Какудзо, последней волей Рикю было провести изысканную чайную церемонию. После обслуживания всех своих гостей он представил каждую часть чайного ритуала на рассмотрение гостей вместе с изысканным какэмоно (свиток с записями и рисунком), которое Какудзо описал как «удивительное писание древнего монаха живущего в абсолютной скромности». Рикю подарил каждому гостю часть инвентаря, за исключением чашки, которую он разбил, со словами «Ни один человек больше не будет пить из этой чашки, оскверненной губами неудачи». Гости разошлись, один из них остался быть свидетелем смерти Рикю.
За три дня до смерти Рикю написал стихотворение, состоящее из четырёх коротких (из четырёх иероглифов) строк по-китайски и заключительное слово по-японски.
Семьдесят лет жизни —

Ах! Вот как!

Я этим мечом-сокровищем

Убивал патриархов и будд.

Совершенный меч, который держу в руках,

Сейчас в этот момент, брошу в Небо.
Когда Хидэёси строил свой роскошный замок Фусими в 1592 году, он пожелал, чтобы устройство и убранство было таким, какое нравилось Рикю. Хотя он был известен своим строгим нравом, но сожалел, что так обошёлся с Рикю.
Рикю похоронен в храме Дайтоку-дзи с посмертным буддистским именем Фусин-ан Рикю Соэки Кодзи.
Мероприятия памяти Рикю проводятся ежегодно многими японскими школами чайных церемоний. В школе Омотэсэнкэ мероприятия проводятся 27 марта, а в школе Урасэнкэ — 28 марта. Три семьи Сэн (Омотэсэнкэ, Урасэнкэ, Мусякодзисэнкэ) по очереди проводят поминальную службу 28 числа каждого месяца в их общем семейном храме Дзюкоин, дочернем храме Дайтоку-дзи.